# 辽宁足球俱乐部
辽宁足球俱乐部，简称辽足，是成立于1995年底，坐落于辽宁省沈阳市的中国首家股份制足球俱乐部。现在由宏运集团和辽宁省体育局共同控股，主场位于沈阳市，简称辽宁沈阳宏运队。2020年5月23日辽宁足球俱乐部因欠薪被中国足协取消注册资格。
其前身于1953年建队，在中国足球职业联赛开始之前，有着辉煌的战绩，曾缔造中国足坛史无前例的“十连冠”，并于1990年捧回中国男子足球俱乐部在亚洲比赛中的第一座冠军奖杯——亚俱杯。为中国足球俱乐部在国际足坛争得荣誉；1993年在第七届全运会取得冠军，至此成为“十冠王”；1999年全国足球甲A联赛第2名，超霸杯冠军；2003年以甲A联赛总积分第五名的成绩成功冲入中超，2004年取得首届中超联赛第四名的好成绩，2009年中甲联赛第一名，完成冲超目标。在2009年世界最权威的足球统计机构——国际足球历史和统计联合会(IFFHS)公布了亚洲世纪最佳球队排名中，中国仅有5队入选亚洲70强，而辽宁宏运队更是中国唯一进入前十强的球队。
但是自从职业联赛开始之后，辽宁队在中国足坛的地位曾一度每况愈下。由于其在球队经营方面的一系列失误，致使球队每年在财政方面不断爆出负面消息，继而连年出售当家球星来维系俱乐部运转，直接导致球队在每每取得一定成绩后直线下滑，并曾两次惨遭降级至次级联赛，引起社会强烈关注。职业联赛后的近20年间，俱乐部除在2000年昙花一现地获得过一次国内杯赛“超霸杯”的冠军，则再未染指过一项全国性的俱乐部顶级赛事的冠军。俱乐部在2011年中国足球超级联赛最终排名第三，获得代表中国俱乐部参加次年亚洲冠军联赛附加赛的资格，但2011年12月俱乐部就宣布退出2012年亚冠资格赛。
在中国足球事业的发展史上，辽宁足球队先后为国家队输送了大批优秀运动员，为中国的足球事业做出了重要贡献。辽宁宏运队曾是中国足球人才的摇篮，现役国脚郑智、于汉超、杨旭、张呈栋均为辽足青训出品，球队功勋成员肇俊哲曾光荣的代表中国队历史性的第一次参加了2002年韩、日世界杯。许多国家队的知名球员如李铁、李金羽、张玉宁、徐亮、丁海峰等都曾效力于辽足。
2020年5月23日辽宁足球俱乐部因欠薪被中国足协取消注册资格。

## 历史
辽宁足球俱乐部成立于1995年12月29日，是经辽宁省体改委批准，在省工商局注册成立的中国第一家股份制足球俱乐部。其前身辽宁足球队成立于1953年，是中国的一支老牌甲级劲旅。半个多世纪，辽宁足球队经历了几代教练员、运动员的艰苦努力，取得了令人瞩目的骄人战绩，并为历届国家队输送了大批人才。

### 创立伊始（1953年–1959年）
1953年11月，由当时新一代选手组成的东北体训班足球队在沈阳成立，教练由国脚郭鸿宾、马治华担任，球员主要以辽宁地区选手组成。第二年首次参加全国足球联赛，以8∶0胜中南队，2∶1胜华东队，1∶0胜全国铁路队，4∶2胜西南队的不败战绩荣膺冠军。
1954年以后，随着东北行政区划的变动，东北体训班足球队曾先后改称东北体育学院队、沈阳体育学院竞技科队、辽宁队，队员也作过多次调整。但这支队伍始终保持了快速、勇猛、善于大刀阔斧打硬仗的北方风格，不仅在国内赛场上居于上游，而且在对外比赛中，也打出了一些好成绩。1954年11月辽宁省建立后陆续调入的孙连章、曲光新、于清成、张洪伦、李旭川、金智荣、曹玉海、盖增圣、王立维、慕厚仁、刘茂凯、王有成、孙凤玉等成为了辽宁足球队的首批足球运动员。
1957年8月20日，时称沈阳队的辽宁足球队在沈阳迎战来访的阿尔巴尼亚地拉那足球队，以2∶1取胜，成为辽宁足球队建队后首次赢得国际比赛的胜利。同年10月27日又迎战第一次访华的日本国家队，以3∶2再次获胜。1959年4、5月沈阳队首次出访到波兰和德国，在波兰的其中两战曾以8∶2、3∶2分别战胜绿山队和比亚斯特队。但辽宁队该年却在国内的甲级联赛中跌落至第10位。

### 曲折发展（1959年–1983年）
60年代初期，由于国民经济暂时困难，竞赛密度、训练强度做相应调整，辽宁足球进入低潮。1959年和1965年的全国一、二届全运会上，辽军都战绩不佳，分列4、5名。
辽宁队虽然在1960年夺得甲级联赛亚军，但1961年至1963年间，正规比赛大为减少，优秀运动队的竞技成绩也呈下降趋势，辽宁队的最低名次曾排列全国第8名。在此期间，从孙玉、李旭川到桑廷良、金智荣、高丰文的历届队员都在为辽足重获冠军而努力。
1964年4月，在国家体委文件的推动下，加之经济形势的日趋好转，辽宁足球运动开始复兴。1966年，辽宁队阵容强盛，主教练：卢伟森；主力：盖增圣、徐来贤、齐鹏、程广智、吴廷瑞、由东、倪继德、朱天才、那希君、张引、孔观龙；替补：李应发、赵国家、蒋立升等一帮名将齐心合力，在大连取得全国甲级联赛冠军，赢得良好开端。然而同年开始的“文化大革命”，又使足球运动遭到了破坏。正处于上升势头的辽宁队和50年代后期组建的二线队，被下放到农村劳动，各市的代表队也先后解散，训练、比赛全部停止。
70年代初，全国足球运动开始恢复。1970年5月，辽宁一、二队同时从农村调回沈阳恢复训练。这时的辽宁一、二队，虽然已停训4年，但经过一番调整充实，强化训练后，实力有所恢复。在1972年9月举行的“文化大革命”以来第一次全国足球分区赛中，辽宁一、二队皆以不败的成绩分别获得青岛赛区成年组、青年组冠军。当年，辽宁队以中国队名义出访巴基斯坦、叙利亚和也门，取得11战10胜1平的好成绩。1973年在全国青年足球比赛中，辽宁二队以10战9胜荣登榜首。次年原省青年队集体接班，以备三运会。
1975年9月的三运会上，国脚李应发、戚务生、王积连、迟尚斌归队助阵，与盖增臣、林乐丰、李树斌、郭新源等新人联袂作战，一路闯关进入决赛，然而大会却决定足球决赛取消，辽宁与广东并列冠军。但在国庆大典的表演赛上，辽宁队以2比1力取广东队，证明了自己应是真正的冠军。又经过3年的磨炼，这支辽宁队在1978年终于问鼎联赛。这是辽宁足球时隔24年后重温冠军梦，也是辽宁队单独组队以来首次在联赛中夺冠。此后两年，辽宁队继续保持优势，均位居联赛次席。
1983年，唐尧东、马林、高升、李华筠、柳忠常等多员虎将从二队增援一队，辽军以老带新出战五运会，但名次只比4年前的四运会提高一步，获得第6名，当年联赛也仅列北区第3。

### “十连冠”王朝（1984年–1993年）
五运会后，辽宁队改组，老将只保留杨玉敏、张光莹、李树斌、张增群等6人，又从二队和青年队调来傅玉斌、王军、黄崇、赵发庆、孙伟、王学龙、范广会、李争等一些生力军，由倪继德挂帅。
倪继德对这支队伍呕心沥血，付出极大精力，在昆明春训中狠抓技术。由于胃部疼痛，他经常跪在地上用腿顶住肚子指挥训练。之后，这支辽宁队马上显示出其活力。1984年，在“火车头杯”的邀请赛中，辽宁队均以大比分战胜对手夺得冠军，紧接着又夺得“三露杯”和“红山花杯”两个邀请赛冠军。在“红山花杯”决赛一役中，辽宁队全场压住刚组建的国家队猛攻，倪继德所倡导的“快、活、连”的风格得到了验证。由于倪继德于6月1日确诊胃癌住进医院，助理教练李应发接过接力棒统率辽宁队，开始书写史诗一般的征程。
同年，在全国首届足协杯赛中，辽宁队一路过关斩将杀入决赛，并以5:0战胜实力强大的广东队一举夺魁，由此揭开了其雄霸中国足坛十载的序幕。在这个形势下，沈阳东北制药总厂率先与辽宁队实行联办，主动出资赞助，使辽宁队如虎添翼。
1985年以“东药”队名义获联赛冠军。
1986年因角逐亚洲俱乐部杯未参加联赛，但重新夺回了足协杯桂冠，并获得亚俱杯季军。该年2月6日，国家队领队年维泗宣布组建国家红、黄队，辽宁队成为国家黄队，与原国家队为班底的红队地位平等。后因辽宁队四战皆败给红队而解散。
1987年，又在联赛中问鼎，同年的六运会也闯入决赛，以0比1负于广东队屈居亚军。
1988年获联赛冠军。年末，东药企业集团足球俱乐部在沈阳成立，辽宁队成为该俱乐部队，实行半职业化管理。这一改革使辽宁队的后援实力更加雄厚，管理体制更有利于激发进取，全队士气大涨。
1989年因国奥参赛，联赛屈居第二。同年，辽宁东药队由教练李应发、金智荣、蒋立升率领参加第9届亚洲足球俱乐部杯比赛。当年5月，辽宁东药队在小组预赛中胜日本尼桑队、澳门合群队，平朝鲜卡车队，以小组第一出线；12月在复赛中，又胜伊朗沙辛队、印尼帕里耶采耶队，平伊拉克拉希德队，名列B组第一进入决赛。
决赛于翌年4月在辽宁东药队与日本全国联赛冠军尼桑队之间进行。22日，东药队先在客场以2:1战胜日本尼桑队。29日，在沈阳举行的第二场比赛引起了全国人民的关注，当时可以容纳6万人的五里河体育场座无虚席，赛前还甚至出现中国足坛少有的情况，许多球迷排队20多个小时仍买不到球票，或用名烟名酒换取球票。是役，凭借徐晖在下半时第6分钟的进球，辽宁队以1:1逼和对手，并以3:2的两回合总成绩夺得本届亚俱杯的金杯，实现冲出亚洲的夙愿。辽宁东药队的这一胜利，使全国足球界深受鼓舞，各方给予高度评价。《中国体育报》称赞“这是新中国成立以来，我国地方足球队在洲级比赛中取得的最好成绩。”中国足球协会在发给东药足球俱乐部的贺电中更进一步指出：这是“在中国足球运动前进历程中，写下了可喜的一页”。
1990年获联赛冠军以及亚俱杯亚军。
1991年获联赛冠军。
1992年1月，功勋教练李应发退位，杨玉敏升坐帅帐，曾担任辽宁二队和中国青年队主教练的王洪礼（1946-2007）及昔日著名门将蒋立升任教练，辽宁队又拿下当年联赛冠军。
1993年，七运会足球大战，龙虎斗京华，结果汇集3支甲A雄师精英的辽宁队傲视群雄，在决赛中击败最后一个对手北京队夺标，至此完成了“十连冠”的伟业。

### “职业化”阵痛（1993年–1997年）
辽宁队的球员流失始于1992年，马林、高升、赵发庆、唐尧东等东渡扶桑，中场大将王军返回大连，客籍球员李强、汤乐普回到山东。七运会后，又一批球员如黄崇、高旭等也纷纷离队，这使得辽宁队实力有所下降。
1993年，东药集团参考国内足球和自身的情况后，开出当时的“天价”300万元，打算与辽宁省体委一起组建辽宁足球职业俱乐部。而此时由球迷出身的赵俊华组建的远东集团也频频表示出对辽足的兴趣。在七运会的比赛中，“远东”二字即出现在了辽足的球衣上，这引起了东药集团的不满。不久，曾多次赞助辽足的远东喊出了380万元的收购价，终使辽足的东药模式解体。
年底，海南“新世界”集团加入竞争，准备以400万买下辽足，签约40年，以企业化的管理方式组建真正的职业化俱乐部。不过他们在具体操作上与球队发生冲突。仅仅三个月后，远在广州备战亚俱杯决赛的队员们甚至用刀片刮掉印在胸前的“新世界”三个字，拒绝与“新世界”正式签约，拒绝以“新世界”的名义参加亚俱杯，拒绝参加以辽宁新世界足球俱乐部的名称在中国足协的注册。辽足队员也因此得到“牌子大、胃口大、脾气大”的赠言。新世界原本准备给球员的100万奖金也在一气之下都赞助给沈阳市政府放了烟花。
1994年，中国足球进行了历史性的改革，实行足球职业化。2月26日，远东集团终于如愿接手辽足，辽宁远东足球俱乐部成立。3月10日，亚足联官员声称：辽宁队在泰王杯和亚俱杯的比赛中与赌博公司相互勾结，打假比赛，亚足联已就此事展开调查。消息传出，一片哗然。辽宁远东队则郑重声明，希望亚足联弄清事实真相，还辽宁队清白。
是年，经过新世界风波后的东北虎元气大伤。联赛头几轮，辽宁队步履维艰，昔日那种王者雄风已荡然无存。杨玉敏终因心力交瘁交出教鞭，王洪礼临危受命，执掌帅印。第九轮，辽宁队主场与八一队比赛中，唐尧东抢球犯规，不服裁判员判罚被出示黄牌警告，唐向裁判动手又被红牌罚出场。赛后，足协纪律委员会作出处理决定：停止唐尧东参加比赛资格一年，辽宁队被罚款5000元。唐尧东的禁赛促成他次年的退役，这也是联赛中的第一次禁赛。
一波未平一波又起。第十九轮，在与上海申花的比赛中，姜峰故意踩踏已经摔倒在地的吴承瑛，现场通过电视画面传向全国，引来一片谴责和呼吁。中国足协决定：停止姜峰1994年内比赛资格；年内不得入选国家队和代表辽宁队参加亚俱杯；对辽宁远东足球俱乐部处以2000元罚款。
战绩不佳，麻烦不断的辽宁队又在“亚俱杯”赛上遭到重创，在东亚区四强赛上即遭淘汰。冠绝一个时代的“辽足”，终于走下神坛。该年联赛桂冠旁落，辽足跌出三甲，成为当年的十大新闻之一，而大连万达队则勇冠三军，问鼎甲A。前者的沉寂与后者的辉煌正是职业联赛实施以来的主旋律。万达集团在与大连人结缘前也曾准备出资组建辽宁足球俱乐部，但前提是辽宁队的球员、教练都要和省体委脱勾，人事关系并入万达集团中去。辽宁队回绝了万达的要求，反而成就了大连队从此后的辉煌。
1995年，球员转会制的实行，又让辽足掀起新一轮的风波。获得1994年足球先生金球奖，并成为中国第一个入选世界足球明星联队的球员黎兵，以当时创中国球员转会费记录的64万元天价转会至广东宏远。孙伟、马林也于同时回到大连万达队。辽宁队因此又创国内足坛几项记录：转会球员最多，转会费收入最丰，黎兵转会费最高。
此时的远东集团也已经身心俱疲，队员们因奖金问题与俱乐部再度翻脸。1995年1月12日，辽宁队二十名球员向俱乐部递交声明，称：1995年将不与俱乐部续约，并从拒签之日起，正式退出辽宁远东足球俱乐部。“远东风波”最终以远东俱乐部解体，辽宁队以辽宁足球俱乐部名义向中国足协注册而平息。赛季内，辽宁队欲成立股份制足球俱乐部的设想一直未能彻底实现，队衣胸前尽管印有“博威实业”的字样，但实际款项拖欠一半，辽足也第一次没有任何名头地“裸奔”在赛场上。加之球员的流失，辽宁队联赛成绩一落千丈。战至第七轮，辽宁队仅胜一场。6月14日，王洪礼“下课”，李树斌接任。换手如换刀，李树斌上任首仗就以4比2力克大连万达，让辽宁队再次面临新的机遇。然而，好景不长，随即0比6惨败于广州队。足协杯上，辽宁队又在客场被济南泰山队连灌4球，淘汰出四强。
1995年11月12日，是辽宁足球史上最惨痛的一天，辽宁队在终场前5分钟被替补上场的冯峰和吕建军连扳两球，以1比2负于广州太阳神队，降入甲B，上任才5个月的主帅李树斌痛苦不堪，广州队主教练张京天更将矛头直指辽宁省体委主任崔大林。当晚中央电视台晚间7点的新闻联播对此进行了报道，这也是新闻联播对足球降级的唯一一次报道。
1995年12月29日，张桐坡、李应发等人牵头，辽宁省体育运动技术学院、北京华堂房地产有限公司、梁艳体育广告艺术中心、北方航空公司、大连开发区以及央视国际等6家股东出资3000万，组建了辽宁足球俱乐部股份有限公司。其中，曹国俊和他的北京华堂投入1500万成为中国第一家股份制俱乐部的第一大股东，辽宁省体育运动技术学院代表辽宁省体委将辽宁队评估后以球队、场地作为600万的无形资产入股成为二股东，央视国际以电视转播权入股。
张桐坡入主辽足后，一系列运作初见成效，不但成功聘请久居加拿大的昔日中国队主教练，62岁的苏永舜复出，甚至还一度传出要引进荷兰三剑客之一的里杰卡尔德。1996年赛季初，又成功引来上海航星集团400万元冠名费。然而3月10日，当辽宁航星队把合同文本交给队员时，不少队员议论纷纷，反应强烈，有五、六名队员以提高月薪、解决住房、保证主力身份等理由拒不签约。张桐坡凭借多方努力，将“签约风波”平息。但辽足依然放不下昔日“大哥”的架子，痼疾依旧，状态起伏，战绩不佳，麻烦不断，苏永舜黯然离去，杨玉敏再度出山，但赛季结束辽宁航星队仅获得甲B第四名。在内忧外患，信心殆尽的局面下，不堪重负的杨玉敏也步了苏永舜的后尘。
1997年，辽宁队主场迁至抚顺。赛季初，一个人们不太熟悉的名字出现，盖增臣，成为辽足新统帅，但他治愈不了已经病入膏肓的辽宁队。首战两轮均告负，随即质疑声扑天盖地而来。纠纷缠身、怨声四起，心灰意冷的俱乐部总经理张桐坡，此时宣布辞职。他的辞职也宣告了中国第一个股份制足球俱乐部寿终正寝，辽宁足球失去一次加快职业化改革进程的机会。五轮过后，盖增臣终于在人们的意料之中下课，杨玉敏又吃了“回头草”，然而，球队内部的混乱和球队外部的复杂因素已使他无法掌控，一怒之下，拂袖而去。联赛倒数第三轮，老面孔王洪礼又回来了，辽足在铁帅王洪礼的带领下，开始了自我救赎，惊险保级。该年辽宁队名列甲B第九名，一个史无前例的低谷。联赛后，俱乐部董事长曹国俊差点将辽宁队以300万元低价转让给大连锋牌服装公司。十月，张引率领以辽宁俱乐部二队为班底、五名来自辽宁一队、大连万达和前卫寰岛俱乐部的超龄球员为补充的辽宁队出征八运会，在被一片看好的情况下折戟而归，名落第七。
同年，辽宁三队在俱乐部没有过多财力和精力估计的情况下联手辽宁创业集团成立辽宁足球青年俱乐部，省体院以队伍本身为20%的股份入股。次年，辽宁创业队开始征战乙级联赛。

### 短暂复兴（1998年–1999年）
1998年，辽宁队主场又搬到大连金州。由于大批人员出走，辽宁队被迫从二队抽调上来很多球员，以李铁、肇俊哲为代表的新生代则迅速崛起。这一年，辽小虎们横扫甲B联赛，一时间辽足主场大连金州体育场成为了各支甲B球队闻风丧胆的球场。
不过在那一年联赛行将结束时，升级已成定局的辽宁队2:4惨败给保级队伍成都五牛，在此前两队的三场交锋中辽宁队全部大胜，攻进对方17球，仅失1球，其中联赛第十轮8:0的比分也追平了中国职业联赛的最悬殊比分纪录。在联赛最后的关键时刻出现了如此不寻常的比分，中国足协立即作出决定，认定本场比赛为“消极比赛”，吊销辽宁队主教练王洪礼和另一场次中出现问题的重庆红岩队主教练陈亦明的教练员证书，停止两人的执教资格，王洪礼再度从辽足主教练的岗位上下课。
老帅张引最后一轮带领辽宁队以甲B第二名的身份重回甲A。在该年的足协杯上，辽宁队也一路过关斩将，第一轮两回合9比1的大比分横扫成都五牛，第二轮轻取陕西国力，第三轮将去年冠军北京国安挑于马下，半决赛金州恶战甲A冠军大连万达，爆尽冷门，最后决赛中才倒在上海申花脚下，获得足协杯亚军，成为当年足坛一段佳话。半决赛战胜大连万达一役更引发万达集团董事长王健林首次宣布退出足球界的声明。
1999年，辽小虎的名号真正被叫响。辽宁队坐镇抚顺，曲圣卿、张玉宁和李金羽组成“三叉戟”无坚不摧，为辽足取得了八连胜，其中在大雨中6比1大胜申花，也创造了辽宁队在顶级职业联赛中的最悬殊比分。就在人们呼唤中国的“凯泽斯劳滕神话”要诞生的时候，辽足在最后一战取胜即可封王的情况下却难以攻克北京队的堡垒，几乎创造了中国足球升级队夺冠的历史。赛后两队发生争斗，同时诞生了“红哨”这个足球历史上的新名词。曲圣卿包揽当年足球先生金球奖和神射手金靴奖两个奖项。

### 多事之秋（2000年至今）
2000年赛季对于辽宁俱乐部来说是多灾多难的。赛季尚未开始，辽足内部就传出两次不和谐的声音。1999年12月20日，抚顺市政府在友谊宾馆内为辽足举行甲A亚军庆功会，人们没有发现张玉宁的身影，就餐时，张玉宁和他的父母突然出现，提出转会要求并且情绪十分激动，后来此事妥善解决。
年初上海埂体测之前，辽宁队员希望俱乐部解决拖欠的奖金，在没有得到明确答复后，队员们背着张引，自己组织开会，欲发动“兵变”。俱乐部先推迟海埂行期，几天后奖金问题部分解决，和平平息“兵变”。但直至联赛开始，仍有部分球员由于工资待遇等问题未和俱乐部签约。
3月4日，上海虹口体育场，辽宁队4:2完胜山东鲁能泰山队，捧得99年度超霸杯。横空出世的曲乐恒以一头球、一倒钩、一单刀，独中三元的方式一战成名。然而联赛开始，辽宁队即遭当头棒，0比3惨败于升班马厦门厦新队。前六轮三平三负，排名倒数第二，张引已经无法控制内部混乱倾轧、人心涣散的辽宁队。4月21日，张引被俱乐部解聘，一些球员实行“兵谏”，拒绝奔赴联赛，希望俱乐部收回成命，但以无用告终。
4月26日20时30分许，张玉宁驾车和同车的曲乐恒、王刚等人外出吃饭，驶至沈阳东陵区王滨沟乡付家屯路段，因遇情况措施不当，驶入左侧，撞在路旁树上，发生严重车祸。张玉宁和王刚受轻伤，坐在副驾驶位置上的曲乐恒因未系安全带导致腰椎骨折，腰部以下高位截瘫。曲乐恒足球生涯终结，与张玉宁反目成仇，并展开了长达近五年的索赔官司。次年3月29日上午，曲乐恒和其父曲明书在沈阳天都宾馆召开新闻发布会，介绍了车祸事件的“真相”，声称“车祸并非意外，而是张玉宁与具有黑社会性质的犯罪团伙一手导演的”，这给张玉宁本人和辽宁队上下都带来了极其负面的影响。在2004年11月10日，沈阳市中级人民法院终审判决，张玉宁向曲乐恒赔偿2342353.64元人民币，此案也成为中国当时赔偿金额最高的交通肇事官司。
由于一连串事件的发生，2000年的辽足陷入空前的危机。球队在联赛第八轮才取得首胜，张玉宁长期“失踪”，时至第九轮才登场亮相，而俱乐部首次聘请的外籍教练叶甫盖尼也因战绩不佳提前解职，王洪礼的再次临危受命终于使辽足保住了甲A的席位。
2001年赛季初，被称为“中国足球第一职业经理人”的程鹏辉成为辽足经理，而曲圣卿以550万的天价成为标王加盟申花，肖战波则转投青岛啤酒，辽足从此开始了连年出售核心球员的历史。
8月16日，经过数番谈判，辽宁足球俱乐部以2800万的价格成功收购在乙级联赛征战的辽宁青年足球俱乐部一线队（32名球员），其中包括郑智、徐亮、王新欣、张永海、王霄、杨威、刘旸、张海峰、张考、姜波、陈兴（陈星）、李喆、孙源峰、裴明政、丁江、屈波、钟毅、崔光浩、刘栩楠、陶飞、魏强、李炜玮、王斌、张谦、王东强、张弘、蔡滨、李勇、柳钟林、李戈、张琦琛。至此，包括沈阳金德、上海申花、云南红塔和重庆力帆等多家甲A俱乐部重金争夺辽青案终于定论。
该年联赛上半段辽足表现一般，下半段奋起直追，在七胜一平之后于最后一轮负于上海申花，以净胜球的劣势列于后者之后，排名第三。李铁获得足球先生金球奖，全队则获得公平竞赛奖。年末，辽宁队派出李铁、张玉宁和肇俊哲三名超龄国脚加盟以大连实德队适龄球员为主体，沈阳金德、辽宁青年、大连赛德隆三支队伍适龄球员以及郝海东、安琦两名超龄国脚为补充的辽宁实德队参加九运会，时隔八年后重新夺冠。
年底，辽宁青年队顺利晋级次年的甲B联赛，但碍于中国足协关于一家俱乐部不能拥有两支甲级队的规定，该队不能以辽宁俱乐部的名义参加联赛。在说服辽宁青年俱乐部为其提供甲B参赛资格未果的情况下，2002年1月17日，辽宁星光足球俱乐部有限公司在葫芦岛市成立，辽宁青年队成为其俱乐部队，并更名为葫芦岛宏运队。两家葫芦岛当地民营企业——辽宁宏运实业贸易集团有限公司和九星置业有限公司成为了该俱乐部股东。
2002年初，白广海转投重庆力帆。2月21日，辽足在沈阳市体委和沈阳金德俱乐部全力阻挠其迁移主场回沈阳的无奈局面下，与北京国家奥林匹克体育中心签订了中国足球联赛及杯赛主场租用合同，期限为三年，自2002年至2004年年底。这是辽宁队49年历史上首次将主场外迁出省，辽宁省内一片哗然。3月8日，俱乐部宣布新冠名为“波导战斗队”，将“辽宁”二字隐去，省内再起波澜。
7月19日凌晨，经过一番风波后，李铁与英超埃弗顿俱乐部签约，与李玮锋一道以租借形式加盟该队，租期12个月，租金为30万英镑。
该年足协杯，辽足杀入决赛，在第一回合以3：1占得优势的情况下被青岛哈德门队在客场2:0逼平，仅以客场无进球的劣势痛失冠军。辽宁队认为本场来自马来西亚的苏布赫迪·莫赫德·萨勒赫等三名裁判执法不公，赛后拒绝领取亚军奖牌。该年联赛辽宁队排名第五，李金羽以16粒进球获得最佳射手金靴奖。
2003年初，张玉宁以490万人民币自由转会上海申花，但其实际转会费已超出1000万人民币，再创国内足坛转会费新高。李尧和曲东则分别以高价转入大连实德和云南红塔。
在北京征战一年后，该年赛季伊始，辽宁省内各界对辽足回归辽宁的呼声便一浪高过一浪，甚至令北京球迷也喊出“辽足回家”的口号。4月份辽足被冠名为“北京三元”一事以及辽宁省政府和辽宁省体育局的出面干预更一度让回归呼声达到顶峰。在试图与沈阳金德共用沈阳五里河体育场遭拒的情况下，昔日的国内足坛霸主只能自第11轮起重投抚顺容身，而队名则在同个赛季中二度变更为“辽宁中顺汽车”。颠沛流离的辽足在是年的末代甲A赛季中最终排名第6，实属不易。
同年5月8日下午，在经过数日艰苦谈判后，辽足与万林集团签约，成立辽宁足球俱乐部产业经营公司。双方合作年限15年，辽足以品牌等无形资产入股占公司51%的股份，从而拥有了沈阳万林足球训练基地的使用权，解决了困扰俱乐部多时的训练基地问题，为次年中超资格验收扫清了一个关键性障碍。
该年年末，辽宁队以290万元的价格收购了大连铁路俱乐部19名曾夺得10月份全国U17联赛冠军的球员，其中包括杨旭、于汉超、戴琳、丁捷、杨善平、崔凯、吴高俊、韩学庚、曲晓辉、朴乾华、肖震、邢序飞、姜海等后来成为辽足中坚力量的球员。同年，在2001年成为葫芦岛宏运的辽宁青年队则被南京收购，改称南京有有队。
2004年中超元年，李金羽以490万的转会费成为当年标王转投山东鲁能，标志着辽小虎99黄金一代的成员彻底抛售殆尽。吕刚则投奔青岛贝莱特。
当年初春，13家经足协综合评定有资格并申报进入中超的俱乐部等待最后中超12支球队名单的发布。2月10日，在中超资格互查会上，作为必须挤掉一支球队才能成功候补进入中超的长春亚泰俱乐部就辽足申报中超资格资料中是否存在伪造行为质疑辽足的中超资格。21日，中国足协正式向外界公布了《中超俱乐部审核公告》，原则上确定了12支球队的名单，辽足名列其中。3月5日，长春亚泰提出《关于变更中国足球超级联赛参赛队伍名单的紧急报告》，再次向辽宁俱乐部发难，质疑辽宁俱乐部提供的中超资格审核文件中的土地使用权证书和房屋所有权证有虚假嫌疑。12日，辽宁省体育局向中国足协提交了调查汇报材料，承认“两证”为虚假，但称“系土地使用权的原拥有者万林集团通过非正常渠道取得，且辽足对此并不知情”。14日，中超委员会召开全体委员会紧急会议，以无记名投票的方式进行表决，9票赞成2票反对，通过决议：同意保留辽宁足球俱乐部中超资格，并建议中超委员会常务委员会对辽足俱乐部提供虚假材料的问题依照中超委员会章程给予处分。18日，在北京举行的新闻发布会上，中国足协联赛部主任、中超委员会常务秘书长郎效农宣读了《中国足协就有俱乐部质疑辽足俱乐部中超资格的意见》，确认辽宁足球俱乐部提交了虚假证明，保留辽足的中超资格，结束了辽足与长春亚泰之间的中超资格纠纷。
赛季初，中誉集团冠名辽足，辽足更名为辽宁中誉队。开赛在即，队员又再一次因为合同和欠薪问题与俱乐部展开“罢训”对峙，接踵而至的首场对阵老牌劲旅大连实德的比赛却又意外地为大家献上了4：0的惊喜。但由于赛季前辽足即被指出的与上海国际队一道已被深圳健力宝俱乐部董事长张海以极隐秘方式曲线收购的传闻愈演愈烈，在接下来的整个赛季中，辽足都饱受作为“健力宝系”或“张海系”球队的成员踢假球指责的困扰。9月29日联赛第十三轮主场对阵深圳比赛末段队长肇俊哲在对方扳平比分后怒摔队长袖标、斥责队友并试图离场的一幕更被当时的媒体解读为对队友踢假球的极度不满。该场比赛之后，辽足对球队展开了针对赌球现象的整风活动。
联赛第十六轮，辽足又以极不正常的3：6的比分负于四川冠城队。赛后，该赛季此前的主力门将刘建生被俱乐部处以“停训、停赛、停薪”的处罚，这也是辽足历史上的首张“三停”罚单。而对外则宣布其由于健康原因离队。两周后，又惊曝出其在第十二轮赛后的尿检结果呈阳性，且导致尿检呈阳性的成分之一是甲基苯丙胺（冰毒的主要成分）。刘建生由此成为中国足坛涉毒第一人。在“误服肺炎药”和“在酒吧被人陷害”的说法相继被推翻以后，中国足协纪律委员会对刘建生处以停赛3年、罚款4万元的处罚决定。两年后的2月11日，已远离足坛的刘建生在沈阳因涉嫌吸食冰毒被警方处以强制戒毒。
该年联赛，处于多事之秋的辽足最终排名第4。
2005年，张永海和王新欣以租借的形式加盟深圳健力宝。
年初，征战十运会的辽宁代表队大名单中第一次没有来自辽宁队的球员。经过反复商议和争取，在辽宁省足协亲自点名的情况下，吴高俊和刘庆东才得以搭上代表队的末班车。另外，来自辽宁青年队的杨旭和马威也得以入选。年底的十运会上，辽宁代表队被山东代表队以2：1逆转，止步半决赛。
3月19日，为了节约俱乐部开支，辽足采取“零转让”的形式向辽宁中巴俱乐部无偿赠送了15名U18年龄组的预备队球员。
这一年，辽宁俱乐部则再迁主场，这次球队漂泊到营口，而开赛8轮仅有一场胜绩也创下俱乐部历史最差赛季开局。赛季第二阶段，俱乐部再次迁移主场至鞍山，同时更是做了一件轰动全国的事情，著名笑星赵本山在6月8日正式入主辽足担任董事长，进而为辽足聚敛了极大的人气。7月3日，赵本山上任后的首个新主场比赛，赵本山携演艺界众明星姜昆、那英、凌峰、范伟、满文军、梁天、臧天朔等人为辽宁队助威，超过16000张的球赛门票销售一空，创辽足球市历史第三高，还创下了中超首个100%的上座率记录。但球队的成绩并未因此得到好转，赛后，教练王洪礼被赵本山就地解职，几轮过后，当打之年的主力门将马东波因表现失常也被其决定下放至二队，也导致了后者在赛季后的无奈退役。辽足以排名第十结束该年联赛。赛季后，灰心的赵本山宣布退出球队管理事务，将重心投到演艺事业上，其俱乐部董事长一职名存实亡。
年终，王亮以480万元的价格成为当年“标王”转投山东鲁能。
同年，辽宁青年队新一批人员的则于三年内第二次被收购，成立了安徽九方足球俱乐部。
2006年，已经连续赞助了辽足两年的中誉公司终止履行第三年的合同，切断了辽足的主要经济来源。赛季前，负债累累的辽足欲将其所属一线球队及各级梯队产权转让给新成立的辽宁小虎足球俱乐部有限公司，试图以这种手段转移巨额债务，但招致债主盈门，被中国足协在公示期结束之后叫停。希望继续维持俱乐部正常运转的辽足转而选择托管球队，期望政府能接过球队的管理权，但托管方案也没有得到辽宁省体育局的肯定。在赛季前的中超委员会议上，各俱乐部甚至一直要求辽足退出中超。在面临球队有可能因此解散的局面下，球队队长肇俊哲提出和其他球员共同收购辽足的自救方案，其后也被俱乐部大股东驳回。在这样前途未卜的情况下，辽足在最后关头注册当年联赛。无赞助、无冠名、无训练基地，甚至尚未确定主场地点，辽足又一次“裸奔”进入中超赛场，结果开赛6轮未尝胜绩，足协杯首轮即遭淘汰。主教练唐尧东一度请辞，被俱乐部劝留。
3月25日，由辽足队长肇俊哲牵头的“小肇和他的朋友”足球慈善赛在沈阳绿岛体育中心举行，包括中国国家队前主教练米卢、时任足协专职副主席谢亚龙等人都来捧场，已退役球员李霄鹏、李明、前中国健力宝青年队队员韩涛、重返辽足的曲东、辽足现役门将刘旸、李宁体育用品有限公司市场副总经理伍贤勇、肇俊哲经纪人刘波和老辽足球员李树斌、傅博、于明、赵发庆等人与肇俊哲领衔的现役辽足球员进行了这场比赛。赛后，比赛募捐的20万善款由辽宁省慈善总会转给辽宁省孤儿学校和沈阳农民工子弟小学。
8月4日，辽足第二股东——辽宁省体育运动技术学院从张曙光手中正式全面接管辽足。25日，辽宁省体育局宣布，辽宁省体育运动技术学院已购回辽足大股东全部股份。这标志着自辽足俱乐部成立的11年以来，其控股权首次回归省内。
2006年下半年，随着沈阳铁西体育场开工，一心想回迁沈阳的辽足与铁西体育场达成了长期合作意向，而五里河体育场同沈阳金德俱乐部的排他性冠名协定将于2006年底到期，辽足有意在铁西体育场竣工前将2007赛季主场暂时设于五里河，但后来由于沈阳市决定拆除五里河体育场，2007年沈阳市内没有可以承办中国足球超级联赛的场地，即便已于2006年12月与铁西体育场达成一致，辽足2007赛季仍然因铁西体育场工期等因素无法回归沈阳，该赛季的主场设在锦州市体育场和抚顺雷锋体育场。
2008年，尽管铁西体育场已于该年6月竣工，但因被用作2008年夏季奧林匹克運動會足球比賽的备用场地，而延至8月30日才首次用于中超，辽足得以回归沈阳，但巧合的是辽足在铁西的首场比赛对手正是已南迁长沙的昔日死敌金德队。该赛季辽宁队於中超联赛最終只能排行第15位，提前一轮降級到中国足球甲级联赛。
2009年，辽宁队参加中国足球甲级联赛，主场更从沈阳市铁西体育场迁至锦州市锦州体育场。同年，俱乐部派出邢序飞、李眸、梁亮和韩学庚加盟辽宁实德队，出战11届全运会，最终分别点球惜败广东队与山东队，仅列第四名。在中甲级联赛中提前三轮升级成功並夺得冠军。
2010年，一支由辽宁省体育局组建，以辽足梯队为主、其他省市球员为辅的辽宁朝阳东北虎俱乐部落户朝阳市，加盟当年的中乙联赛，成为了辽足的另一只卫星球队。该俱乐部聘请张玉宁担任副总经理、辽足“十连冠”时期球员李争任主教练，队员中也不乏像卜鑫、于靓、苏杭、孙义博、周建成、陈奥博、王卓、逯晓龙等在辽足征战过顶级赛事的球员。但俱乐部在是年联赛中未能进入决赛阶段，在次年的中乙联赛开赛前宣布退出。
2011年辽宁宏运获得中超联赛第三名同时获得2012年亚洲冠军联赛的参加资格。但亚洲足联其后确定中国球队在2012年亚洲冠军联赛只有3.5个参赛名额。辽宁宏运作为联赛第三名需要代表中国参加亚冠资格赛。辽宁宏运高层认为联赛第三名较足协杯冠军应当更有资格参加亚冠正赛，但由于杯赛冠军参加亚冠正赛已经是亚足联早已明确规定的，所以应由联赛第三名参加资格赛。随后辽宁宏运得知在资格赛被淘汰必须参加亚洲足联杯后更宣布退出亚冠资格赛。理由是获得参加亚冠联赛资格的话，那么他们将有可能不参加低一级别亚足联杯的比赛。但是如果在资格赛中淘汰的话，必须参加亚足联杯的比赛，否则将会受到亚足联的重罚，并且包括未来两年都不能参加亚冠联赛，还会受到至少2万美金的处罚。
2014年，辽足主场移至盘锦市奥林匹克体育中心体育场，此后两个赛季均以盘锦为主场。辽宁足球俱乐部于2015年6月27日与沈阳浑南区签署主场合作协议，其主场于2016年迁往沈阳奥林匹克体育中心。
2016赛季，球队因沈阳奥林匹克体育中心为国家队十二强赛全面翻修，赛季中期主场曾短暂回归沈阳铁西体育场。赛季中期转会期间，辽宁队以创纪录1150万欧元身价引进尼日利亚国脚安东尼·乌贾。2016年7月16日，俱乐部召开2016年第一次董事会。会议通过了俱乐部提出的未来三年发展规划，同时，对俱乐部提出了打造规范化、职业化、国际化百年足球俱乐部的要求和为振兴辽宁足球走向复兴之路的要求。根据俱乐部战略发展需要，选举黄雁担任辽宁足球俱乐部股份有限公司董事长，兼任总经理职务。
2016年11月26日，辽宁宏运足球俱乐部董事长黄雁，随同国务委员刘延东领衔的国家高访团出席中德足球交流座谈会。此前，辽宁宏运足球俱乐部与德国科隆第一足球俱乐部进行了长期合作，这次中德足球文化交流合作背景下，辽宁宏运足球俱乐部与德国科隆第一足球俱乐部此次签订了全面的独家战略合作协议，符合中德足球交流合作的精神，积极响应中德足球文化的推进。双方俱乐部将在人员培训，一线队交流比赛，梯队交流比赛，青少年教练员培训，德籍教练员赴沈阳执教，以及双方在本地互建球迷会等事宜，进行全方位战略合作。
2017年2月26日，车来车往集团和辽宁足球俱乐部正式达成战略合作，2017赛季里，球队将以“辽宁沈阳开新足球队”全新名字征战2017赛季中超联赛，赛季前，辽足相继出售孙世林、杨善平等实力球员，尽管以1胜3平的不败战绩取得良好开局，但球队随后坠入谷底，联赛中期一度遭遇7连败，球队历经马林、雷尼·罗贝罗、肇俊哲三任主帅仍然不见起色，2017年10月20日，辽宁沈阳开新客场1-3不敌山东鲁能泰山，28轮过后仅积18分，提前两轮降入中甲联赛，这是辽足在联赛职业化后第三次遭遇降级。
2020年2月28日，由于未能交齐中国足协要求的相关证明，辽宁足球俱乐部濒临解散。3月11日，有媒体爆料称沈阳城市足球俱乐部将接收辽宁队的一线球员，并收购辽足青训梯队。
2020年5月23日辽宁足球俱乐部因欠薪被中国足协取消注册资格。

### 国际比赛
在国际比赛中，辽宁队也曾立下不朽功勋。1953年，匈牙利国家混合队访华，横扫中国足坛，东北队与之对阵以1比3输掉了，但比起国家队和八一队分别输出1比8、2比9来．也算是虽败犹荣。60年代第一春，堪称欧洲劲旅的莫斯科斯巴达克队访华，对中国国家队仅以0比1负，辽宁队赴天津与其交锋，盖增圣、慕厚仁、孙凤玉各下一城，以3比1擒敌于马下，将其访华战绩定格为6胜2平2负。1964年10月，巴基斯坦国家队在京首战以2比0取胜中国队，然后转赴沈阳挑战辽宁，那希君点球命中，朱天才跑动中打门成功，以2比0还之以颜色，这一结果也令国家队相形见绌。1989年，辽宁队获得了亚俱杯冠军。次年，他们又在该项赛事中获得亚军。

## 球队曾用名
- 1988年-1993年 辽宁东药
- 1994年 辽宁新世界
- 1994年 辽宁远东
- 1995年 无冠名
- 1996年 辽宁航星
- 1997年 辽宁航星-辽宁双星
- 1998年 辽宁-辽宁天润
- 1999年3月17日-1999年6月 辽宁抚顺健力宝
- 1999年7月22日 辽宁抚顺双菱
- 2000年-2001年 辽宁抚顺特钢
- 2002年3月8日 辽宁波导战斗
- 2003年3月16日-2003年4月2日 无冠名
- 2003年4月3日-2003年7月2日 北京三元
- 2003年7月3日-2003年7月5日 无冠名
- 2003年7月6日-2004年5月11日 辽宁中顺汽车
- 2004年5月11日-2006年1月19日 辽宁中誉
- 2006年1月20日-2006年9月7日 无冠名
- 2006年9月8日-2007年8月7日 辽宁葫芦岛港
- 2007年8月8日-2007年12月31日 辽宁西洋
- 2008年1月-2013年 辽宁宏运
- 2014年-2015年 辽宁盘锦宏运
- 2016年 辽宁沈阳宏运
- 2017年 辽宁沈阳开新
- 2018年-今 辽宁沈阳宏运

## 球队赞助
| 由             | 到             | 球衣广告             | 球衣广告                           | 球衣广告              | 球衣广告                  | 球衣供应商 |
| 由             | 到             | 胸前字样             | 赞助商                             | 背后字样              | 赞助商                    | 球衣供应商 |
| -------------- | -------------- | -------------------- | ---------------------------------- | --------------------- | ------------------------- | ---------- |
| 1994年         | 1994年         | 远东                 | 辽宁远东集团                       | 空白                  | 空白                      | 茵宝       |
| 1995年4月16日  | 1995年4月16日  | 空白                 | 空白                               | 空白                  | 空白                      | 阿迪达斯   |
| 1995年4月23日  |                |                      |                                    |                       |                           | 阿迪达斯   |
| 1995年4月30日  | 1995年11月19日 | 博威实业             |                                    | 空白                  | 空白                      | 阿迪达斯   |
| 1996年         | 1996年         | 航星                 |                                    | 空白                  | 空白                      | 阿迪达斯   |
| 1997年         | 1997年         | 双星                 |                                    | 空白                  | 空白                      | 阿迪达斯   |
| 1998年3月21日  | 1998年6月6日   | 空白                 | 空白                               | 空白                  | 空白                      | 阿迪达斯   |
| 1998年7月25日  | 1998年7月25日  | 天润                 | 黑龙江天润集团                     | 空白                  | 空白                      | 阿迪达斯   |
| 1998年8月1日   | 1998年10月17日 | 天润                 | 黑龙江天润集团                     | 体育观察              |                           | 阿迪达斯   |
| 1999年3月21日  | 1999年7月18日  | 空白                 | 空白                               | 健力宝                |                           | 阿迪达斯   |
| 1999年7月25日  | 1999年12月5日  | 空白                 | 空白                               | 双菱润滑油            | 抚顺石化公司              | 阿迪达斯   |
| 2000年         | 2000年         | 辽轮集团             | 辽宁轮胎集团                       | 长征轮胎              | 辽宁轮胎集团              | 耐克       |
| 2001年3月11日  | 2001年12月16日 | 辽宁电信             |                                    | 辽宁电信              |                           | 耐克       |
| 2002年3月10日  | 2002年11月30日 | 波导                 | 宁波波导股份有限公司               | 空白                  | 空白                      | 耐克       |
| 2003年3月16日  | 2003年4月2日   | 空白                 | 空白                               | 空白                  | 空白                      | 耐克       |
| 2003年4月3日   | 2003年4月8日   | 三元乳业             | 北京三元食品股份有限公司           | 空白                  | 空白                      | 耐克       |
| 2003年4月9日   | 2003年7月2日   | 三元乳业             | 北京三元食品股份有限公司           | 八喜冰激淋            | 北京艾莱发喜食品有限公司1 | 耐克       |
| 2003年7月3日   | 2003年7月3日   | 空白                 | 空白                               | 空白                  | 空白                      | 耐克       |
| 2003年7月6日   | 2003年7月16日  | 中顺汽车             | 沈阳中顺汽车有限公司               | 空白                  | 空白                      | 耐克       |
| 2003年7月17日  | 2003年11月30日 | 中顺汽车             | 沈阳中顺汽车有限公司               | 联通新时空CDMA        | 中国联通沈阳分公司2       | 耐克       |
| 2004年5月12日  | 2004年12月4日  | 中誉汽车             | 浙江中誉集团武汉中誉汽车有限公司   | 联通新时空CDMA        | 中国联通沈阳分公司2       | 耐克       |
| 2005年4月3日   | 2005年7月5日   | 中誉汽车             | 浙江中誉集团武汉中誉汽车有限公司   | 空白                  | 空白                      | 耐克       |
| 2005年7月6日   | 2005年11月5日  | 中誉汽车             | 浙江中誉集团武汉中誉汽车有限公司   | 生命人寿              | 生命人寿保险股份有限公司  | 耐克       |
| 2006年3月11日  | 2006年9月7日   | 空白                 | 空白                               | 空白                  | 空白                      | 耐克       |
| 2006年9月8日   | 2006年10月22日 | 葫芦岛港             | 葫芦岛港集团有限公司               | 世界风，时刻连通      | 中国联通辽宁分公司        | 耐克       |
| 2007年3月4日   | 2007年5月12日  | 锦州恒大             | 锦州恒大物流集团有限公司           | 世界风，时刻连通      | 中国联通辽宁分公司        | 耐克       |
| 2007年5月13日  | 2007年8月7日   | 空白                 | 空白                               | 世界风，时刻连通      | 中国联通辽宁分公司        | 耐克       |
| 2007年8月8日   | 2007年11月14日 | 中信锦州铁合金       | 中信锦州铁合金股份有限公司         | 世界风，时刻连通      | 中国联通辽宁分公司        | 耐克       |
| 2008年3月29日  | 2008年7月6日   | 空白                 | 空白                               | 空白                  | 空白                      | 美津浓     |
| 2008年7月13日  | 2009年4月11日  | 辽宁宏运             | 葫芦岛宏运集团有限公司             | 辽宁宏运              | 葫芦岛宏运集团有限公司    | 美津浓     |
| 2009年4月18日  | 2009年4月18日  | 辽宁宏运             | 葫芦岛宏运集团有限公司             | 空白                  | 空白                      | 匹克       |
| 2009年4月25日  | 2009年10月25日 | 辽宁宏运             | 葫芦岛宏运集团有限公司             | 宜佳购物              | 辽宁电视台3               | 匹克       |
| 2010年3月27日  | 2010年11月6日  | 精彩在沃             | 中国联合网络通信有限公司           | China Unicom 中国联通 | 中国联合网络通信有限公司  | 耐克       |
| 2011年3月17日  | 2011年4月24日  | 辽宁宏运             | 葫芦岛宏运集团有限公司             | 空白                  | 空白                      | 耐克       |
| 2011年4月29日  | 2011年11月2日  | 辽宁宏运             | 葫芦岛宏运集团有限公司             | China Unicom 中国联通 | 中国联合网络通信有限公司  | 耐克       |
| 2012年3月10日  | 2013年3月31日  | 辽宁宏运             | 葫芦岛宏运集团有限公司             | 空白                  | 空白                      | 耐克       |
| 2013年4月6日   | 2013年7月6日   | 中国足彩网 zgzcw.com | 第一视频集团4                      | 空白                  | 空白                      | 耐克       |
| 2013年7月10日  | 2013年8月4日   | 中国足彩网 zgzcw.com | 第一视频集团4                      | 葫芦岛银行            | 葫芦岛银行                | 耐克       |
| 2013年8月7日   | 2013年8月11日  | 彩票365 手机买彩票   | 第一视频集团4                      | 空白                  | 空白                      | 耐克       |
| 2013年8月18日  | 2013年8月18日  | 中国足彩网 zgzcw.com | 第一视频集团4                      | 葫芦岛银行            | 葫芦岛银行                | 耐克       |
| 2013年8月24日  | 2013年9月28日  | 彩票365 手机买彩票   | 第一视频集团4                      | 葫芦岛银行            | 葫芦岛银行                | 耐克       |
| 2013年10月5日  | 2013年10月15日 | 中国足彩网 zgzcw.com | 第一视频集团4                      | 葫芦岛银行            | 葫芦岛银行                | 耐克       |
| 2013年10月19日 | 2013年10月19日 | 彩票365 手机买彩票   | 第一视频集团4                      | 葫芦岛银行            | 葫芦岛银行                | 耐克       |
| 2013年10月30日 | 2013年10月30日 | 中国足彩网 zgzcw.com | 第一视频集团4                      | 葫芦岛银行            | 葫芦岛银行                | 耐克       |
| 2013年11月3日  | 2013年11月3日  | 彩票365 手机买彩票   | 第一视频集团4                      | 葫芦岛银行            | 葫芦岛银行                | 耐克       |
| 2014年3月9日   | 2014年9月21日  | 辽宁宏运             | 葫芦岛宏运集团有限公司             | 空白                  | 空白                      | 耐克       |
| 2014年9月28日  | 2014年11月2日  | 辽宁宏运             | 葫芦岛宏运集团有限公司             | 葫芦岛港              | 葫芦岛宏运集团有限公司    | 耐克       |
| 2015年3月7日   | 2015年10月31日 | 辽宁宏运             | 葫芦岛宏运集团有限公司             | 空白                  | 空白                      | 耐克       |
| 2016年3月6日   | 2016年3月11日  | 空白                 | 空白                               | 雅居乐 海南清水湾     | 雅居乐地产                | 耐克       |
| 2016年4月2日   | 2016年7月8日   | 碧桂园 森林城市      | 碧桂园                             | 雅居乐 海南清水湾     | 雅居乐地产                | 耐克       |
| 2016年7月16日  | 2016年10月30日 | TCL                  | TCL                                | 雅居乐 海南清水湾     | 雅居乐地产                | 耐克       |
| 2017年3月3日   | 2017年11月4日  | 开新 kx.cn           | 车开新（上海铠寻信息科技有限公司） | TCL                   | TCL                       | 耐克       |

^  注解1： 三元集团子公司

^  注解2： 2003年7月19日正式签署合同

^  注解3： 抵消转播费

^  注解4： 2013年4月12日举行签约新闻发布会

## 职业联赛战绩
| 年份   | 联赛 | 场次 | 积分 | 胜 | 和 | 负 | 进球 | 失球 | 名次   | 足协杯         | 超级杯（原超霸杯） | 中超联赛杯                    | 主教练                 |
| ------ | ---- | ---- | ---- | -- | -- | -- | ---- | ---- | ------ | -------------- | ------------------ | ----------------------------- | ---------------------- |
| 1994年 | 甲A  | 22   | 36   | 11 | 3  | 8  | 47   | 36   | 第3名  |                |                    |                               | 杨玉敏(1~4轮)          |
| 1994年 | 甲A  | 22   | 36   | 11 | 3  | 8  | 47   | 36   | 第3名  | 王洪礼(5~22轮) |                    |                               |                        |
| 1995年 | 甲A  | 22   | 17   | 4  | 5  | 13 | 29   | 47   | 第12名 | 第二轮         |                    |                               | 王洪礼(1~6轮)          |
| 1995年 | 甲A  | 22   | 17   | 4  | 5  | 13 | 29   | 47   | 第12名 | 第二轮         | 李树斌(7~22轮)     |                               |                        |
| 1996年 | 甲B  | 22   | 36   | 10 | 6  | 6  | 35   | 25   | 第4名  | 第二轮         |                    |                               | 苏永舜(1~11轮)         |
| 1996年 | 甲B  | 22   | 36   | 10 | 6  | 6  | 35   | 25   | 第4名  | 第二轮         | 杨玉敏(12~22轮)    |                               |                        |
| 1997年 | 甲B  | 22   | 29   | 8  | 5  | 9  | 32   | 31   | 第9名  | 第二轮         |                    |                               | 盖增臣(1~5轮)          |
| 1997年 | 甲B  | 22   | 29   | 8  | 5  | 9  | 32   | 31   | 第9名  | 第二轮         | 杨玉敏(6~19轮)     |                               |                        |
| 1997年 | 甲B  | 22   | 29   | 8  | 5  | 9  | 32   | 31   | 第9名  | 第二轮         | 王洪礼(20~22轮)    |                               |                        |
| 1998年 | 甲B  | 22   | 41   | 12 | 5  | 5  | 47   | 21   | 第2名  | 亚军           |                    |                               | 王洪礼(1~21轮)         |
| 1998年 | 甲B  | 22   | 41   | 12 | 5  | 5  | 47   | 21   | 第2名  | 亚军           | 张引(22轮)         |                               |                        |
| 1999年 | 甲A  | 26   | 47   | 13 | 8  | 5  | 42   | 24   | 第2名  | 第二轮         |                    |                               | 张引                   |
| 2000年 | 甲A  | 26   | 32   | 8  | 8  | 10 | 28   | 26   | 第8名  | 第三轮         | 冠军               |                               | 张引(1~7轮)            |
| 2000年 | 甲A  | 26   | 32   | 8  | 8  | 10 | 28   | 26   | 第8名  | 第三轮         | 冠军               | 叶甫盖尼·斯科莫罗霍夫(8~18轮) |                        |
| 2000年 | 甲A  | 26   | 32   | 8  | 8  | 10 | 28   | 26   | 第8名  | 第三轮         | 冠军               | 王洪礼(19~26轮)               |                        |
| 2001年 | 甲A  | 26   | 48   | 15 | 3  | 8  | 39   | 32   | 第3名  | 第二轮         | 无资格             |                               | 王洪礼                 |
| 2002年 | 甲A  | 28   | 42   | 12 | 6  | 10 | 46   | 43   | 第5名  | 亚军           | 无资格             |                               | 王洪礼                 |
| 2003年 | 甲A  | 28   | 41   | 11 | 8  | 9  | 39   | 34   | 第6名  | 第二阶段       | 无资格             |                               | 迪米特尔·佩内夫(1~5轮) |
| 2003年 | 甲A  | 28   | 41   | 11 | 8  | 9  | 39   | 34   | 第6名  | 第二阶段       | 无资格             | 马林(6~28轮，代理)            |                        |
| 2004年 | 中超 | 22   | 32   | 10 | 2  | 10 | 39   | 40   | 第4名  | 第一轮         | 无资格             | 第二轮                        | 马林                   |
| 2005年 | 中超 | 26   | 29   | 7  | 8  | 11 | 34   | 42   | 第9名  | 第三轮         | 停办               | 第二轮                        | 王洪礼(1~11轮)         |
| 2005年 | 中超 | 26   | 29   | 7  | 8  | 11 | 34   | 42   | 第9名  | 第三轮         | 停办               | 第二轮                        | 唐尧东(12~26轮)        |
| 2006年 | 中超 | 28   | 26   | 6  | 8  | 14 | 24   | 42   | 第12名 | 第一轮         | 停办               | 停办                          | 唐尧东                 |
| 2007年 | 中超 | 28   | 35   | 9  | 8  | 11 | 26   | 36   | 第9名  | 停办           | 停办               | 停办                          | 唐尧东                 |
| 2008年 | 中超 | 30   | 27   | 6  | 9  | 15 | 34   | 46   | 第15名 | 停办           | 停办               | 停办                          | 维尔纳·洛兰特(1~10轮)  |
| 2008年 | 中超 | 30   | 27   | 6  | 9  | 15 | 34   | 46   | 第15名 | 停办           | 停办               | 停办                          | 马林(11~30轮)          |
| 2009年 | 中甲 | 24   | 57   | 18 | 3  | 3  | 49   | 17   | 冠军   | 停办           | 停办               | 停办                          | 马林                   |
| 2010年 | 中超 | 30   | 40   | 10 | 10 | 10 | 39   | 36   | 第7名  | 停办           | 停办               | 停办                          | 马林                   |
| 2011年 | 中超 | 30   | 50   | 14 | 8  | 8  | 38   | 23   | 季军   | 第三轮         | 停办               | 停办                          | 马林                   |
| 2012年 | 中超 | 30   | 36   | 8  | 12 | 10 | 40   | 41   | 第10名 | 半决赛         | 无资格             | 停办                          | 马林                   |
| 2013年 | 中超 | 30   | 35   | 8  | 11 | 11 | 35   | 44   | 第10名 | 1/4决赛        | 无资格             | 停办                          | 马林                   |
| 2014年 | 中超 | 30   | 33   | 8  | 9  | 13 | 33   | 48   | 第10名 | 第三轮         | 无资格             | 停办                          | 高升(1~5轮)            |
| 2014年 | 中超 | 30   | 33   | 8  | 9  | 13 | 33   | 48   | 第10名 | 第三轮         | 无资格             | 停办                          | 陈洋(6~30轮)           |
| 2015年 | 中超 | 30   | 31   | 7  | 10 | 13 | 30   | 46   | 第12名 | 第三轮         | 无资格             | 停办                          | 陈洋(1~21轮)           |
| 2015年 | 中超 | 30   | 31   | 7  | 10 | 13 | 30   | 46   | 第12名 | 第三轮         | 无资格             | 停办                          | 马林(22~30轮)          |
| 2016年 | 中超 | 30   | 36   | 9  | 9  | 12 | 38   | 47   | 第11名 | 第四轮         | 无资格             | 停办                          | 马林                   |
| 2017年 | 中超 | 30   | 18   | 4  | 6  | 20 | 30   | 74   | 第16名 | 第三轮         | 无资格             | 停办                          | 马林（1~19轮）         |
| 2017年 | 中超 | 30   | 18   | 4  | 6  | 20 | 30   | 74   | 第16名 | 第三轮         | 无资格             | 停办                          | (20~26轮)              |
| 2017年 | 中超 | 30   | 18   | 4  | 6  | 20 | 30   | 74   | 第16名 | 第三轮         | 无资格             | 停办                          | 肇俊哲(27~30轮)        |

## 俱乐部人事变动历史
更新日期：2009年7月18日
| 时间           | 总经理                                               | 董事长                    |
| -------------- | ---------------------------------------------------- | ------------------------- |
| 1995年12月     | 张桐坡                                               | 曹国俊                    |
| 1997年5月      | 毛治中                                               | 曹国俊                    |
| 1998年4月      | 赵同普（代理）                                       | 曹国俊                    |
| 1999年1月      | 曹国俊                                               | 曹国俊                    |
| 2000年2月      | 钟晓哲                                               | 曹国俊                    |
| 2001年1月5日   | 程鹏辉                                               | 曹国俊                    |
| 2003年3月      | 刘佩军（代理）                                       | 曹国俊                    |
| 2003年4月21日  | 张曙光 刘佩军、尹志强（副总）                        | 曹国俊                    |
| 2003年12月     | 张曙光 刘佩军、尹志强（副总）                        | 曹国俊 张曙光（执行董事） |
| 2004年2月      | 吕枫                                                 | 曹国俊 张曙光（执行董事） |
| 2004年12月28日 | 张曙光（代理） 黄祖钢（常务副总，负责总经理工作）    | 曹国俊 张曙光（执行董事） |
| 2005年6月8日   | 张曙光（代理） 黄祖钢（常务副总，负责总经理工作）    | 赵本山 张曙光（执行董事） |
| 2006年3月9日   | 张曙光（代理） 刘春义（常务副总，负责总经理工作）    | 赵本山 张曙光（执行董事） |
| 2006年3月31日  | 张曙光（代理） 刘春义（常务副总，负责总经理工作）    | 陈家松 张曙光（执行董事） |
| 2006年8月4日   | 隋岩（代理）                                         | 张曙光（执行董事）        |
| 2006年8月18日  | 程鹏辉                                               | 张曙光（执行董事）        |
| 2006年9月15日  | 程鹏辉                                               | （空缺）                  |
| 2007年4月      | 程鹏辉                                               | 王毅1                     |
| 2008年7月      | 隋岩（常务副总，负责总经理工作） 荐国良（经营副总）  | 王毅1                     |
| 2009年4月19日  | 黄雁 隋岩（常务副总，新闻发言人） 荐国良（经营副总） | 王毅1                     |
| 2009年8月22日  | 黄雁 隋岩（常务副总，新闻发言人）                    | 王毅1                     |

^  注解1： 其为法人代表，职务实际由宏运集团董事长王宝军履行

## 2017赛季球员名单
更新日期：2017年3月11日
| 編號  | 國籍           | 球員名字  | 位置  | 出生日期       | 加盟年份 | 前屬球會     | 籍贯             |
| 門 將 | 門 將          | 門 將     | 門 將 | 門 將          | 門 將    | 門 將        | 門 將            |
| ----- | -------------- | --------- | ----- | -------------- | -------- | ------------ | ---------------- |
| 16    | 中国           | 穆芊羽    | 门将  | 1994年6月16日  | 2017     | 青年队       | 山东济南         |
| 22    | 中国           | 张振强    | 门将  | 1993年1月28日  | 2016     | 大连一方     | 辽宁大连         |
| 28    | 中国           | 石笑天    | 门将  | 1990年3月6日   | 2014     | 广州富力     | 辽宁沈阳         |
| 后 卫 |                |           |       |                |          |              |                  |
| 3     | 中国           | 吴高俊    | 后卫  | 1985年3月6日   | 2005     | 青年队       | 大连             |
| 5     | 中国           | 郎征      | 后卫  | 1986年7月22日  | 2017     | 河北华夏幸福 | 河北保定         |
| 15    | 中国           | 宋琛      | 后卫  | 1990年1月3日   | 2012     | 深圳红钻     | 大连             |
| 17    | 中国           | 王亮      | 后卫  | 1989年7月23日  | 2013     | 大连实德     | 大连             |
| 20    | 中国           | 王峤      | 后卫  | 1995年3月26日  | 2016     | 青年队       | 辽宁铁岭         |
| 21    | 刚果民主共和国 | 卢基米亚  | 后卫  | 1986年1月25日  | 2016     | 云达不莱梅   | 民主刚果         |
| 25    | 中国           | 芦强      | 后卫  | 1989年1月8日   | 2016     | 河南建业     | 辽宁大连         |
| 26    | 香港           | 安迪·羅素 | 后卫  | 1987年11月21日 | 2018     | 和富大埔     | 英格蘭           |
| 30    | 中国           | 吕伟      | 后卫  | 1989年1月18日  | 2017     | 天津泰达     | 天津             |
| 31    | 中国           | 刘尚坤    | 后卫  | 1992年1月29日  | 2016     | 武汉卓尔     | 辽宁沈阳         |
| 34    | 中国           | 蒋英浩    | 后卫  | 1993年6月27日  | 2016     | 上海绿地申花 | 山东青岛         |
| 中 场 |                |           |       |                |          |              |                  |
| 4     | 中国           | 王皓      | 前卫  | 1993年1月30日  | 2011     | 青年队       | 辽宁抚顺         |
| 6     | 中国           | 杨宇      | 前卫  | 1985年4月18日  | 2006     | 青年队       | 沈阳             |
| 7     | 中国           | 张野      | 前卫  | 1987年4月26日  | 2010     | 杭州绿城     | 沈阳             |
| 10    | 中国           | 桑一非    | 前卫  | 1989年2月18日  | 2017     | 河北华夏幸福 | 河南开封         |
| 11    | 中国           | 胡延强    | 前卫  | 1993年3月20日  | 2012     | 青年队       | 本溪             |
| 13    | 中国           | 张延军    | 前卫  | 1993年2月7日   | 2017     | 青年队       | 辽宁大连         |
| 14    | 中国           | 李成林    | 前卫  | 1993年1月16日  | 2016     | 延边富德     | 吉林延边         |
| 23    | 澳大利亚       |           | 前卫  | 1988年10月5日  | 2017     | 勒沃库森     | 澳大利亚布里斯班 |
| 24    | 澳大利亚       |           | 前卫  | 1989年5月15日  | 2017     | 阿德莱德联   | 澳大利亚悉尼     |
| 27    | 中国           | 李家赫    | 前卫  | 1989年8月12日  | 2017     | 浙江毅腾     | 辽宁             |
| 29    | 中国           | 王珐      | 前卫  | 1993年1月17日  | 2013     | 长春亚泰     | 沈阳             |
| 32    | 中国           | 倪玉崧    | 前卫  | 1991年1月1日   | 2013     | 大连实德     | 大连             |
| 33    | 中国           | 孙兆靓    | 前卫  | 1996年5月28日  | 2017     | 葡萄牙东方龙 | 辽宁             |
| 35    | 中国           | 熊振峰    | 前卫  | 1997年11月25日 | 2017     | 上海绿地申花 | 江西             |
| 前 锋 |                |           |       |                |          |              |                  |
| 9     | 奈及利亞       | 乌贾      | 前锋  | 1990年10月14日 | 2016     | 云达不莱梅   | 尼日利亚         |
| 12    | 赞比亚         | 詹姆斯    | 前锋  | 1980年2月2日   | 2013     | 大连实德     | 赞比亚           |
| 18    | 中国           | 杨旭      | 前锋  | 1988年2月12日  | 2017     | 山东鲁能泰山 | 辽宁大连         |
| 19    | 中国           | 冯伯元    | 前锋  | 1995年1月18日  | 2016     | 青年队       | 江苏             |

## 现任教练组成员
| 职位       | 姓名   | 国籍           |
| ---------- | ------ | -------------- |
| 代理主教练 | 肇俊哲 | 中华人民共和国 |
| 领队       | 梁殿乙 | 中华人民共和国 |
| 助理教练   | 王亮   | 中华人民共和国 |
| 助理教练   | 臧海利 | 中华人民共和国 |
| 守门员教练 | 胡安   | 西班牙         |
| 体能教练   | 袁哲   | 中华人民共和国 |
| 队医       | 金光载 | 大韩民国       |
| 队医       | 郑尚路 | 大韩民国       |
| 队医       | 刘国胜 | 中华人民共和国 |
| 队务       | 曲宗正 | 中华人民共和国 |
| 队务       | 李志   | 中华人民共和国 |
| 翻译       | 尚士伟 | 中华人民共和国 |
| 翻译       | 胡宇   | 中华人民共和国 |
| 翻译       | 张海峰 | 中华人民共和国 |

## 亚洲赛场
| 日期       | 赛事                    | 比分 | 对手         | 地点   | 备注             |
| ---------- | ----------------------- | ---- | ------------ | ------ | ---------------- |
| 1985       | 1985-86亚俱杯资格赛     | 1-2  | 精工体育会   | 香港   |                  |
| 1985       | 1985-86亚俱杯资格赛     | 0-0  | 4.25体育团   | 沈阳   |                  |
| 1985       | 1985-86亚俱杯资格赛     | 0-1  | 精工体育会   | 沈阳   |                  |
| 1985       | 1985-86亚俱杯资格赛     | 1-3  | 4.25体育团   | 平壤   | 资格赛小组第三   |
| 1986       | 1986-87亚俱杯首轮资格赛 | 0-0  | 4.25体育团   | 平壤   |                  |
| 1986       | 1986-87亚俱杯首轮资格赛 | 1-0  | 4.25体育团   | 沈阳   |                  |
| 1986       | 1986-87亚俱杯次轮资格赛 | 0-0  | 卡拉玛       | 香港   |                  |
| 1986       | 1986-87亚俱杯次轮资格赛 | 1-0  | 南华         | 香港   |                  |
| 1986-12-26 | 1986-87亚俱杯决赛组     | 2-2  | 巴格达学生   | 利雅得 |                  |
| 1986-12-28 | 1986-87亚俱杯决赛组     | 1-2  | 希拉尔       | 利雅得 |                  |
| 1986-12-30 | 1986-87亚俱杯决赛组     | 0-1  | 古河电工     | 利雅得 | 季军             |
|            | 1989-90亚俱杯资格赛     | 1-0  | 横滨日产     | 沈阳   |                  |
|            | 1989-90亚俱杯资格赛     | 1-1  | 赞同者体育团 | 沈阳   |                  |
|            | 1989-90亚俱杯资格赛     | 5-1  | 合群         | 沈阳   |                  |
|            | 1989-90亚俱杯小组赛     | 2-0  | 阿瓦士沙辛   | 雅加达 |                  |
|            | 1989-90亚俱杯小组赛     | 1-0  | 佩里塔加亚   | 雅加达 |                  |
|            | 1989-90亚俱杯小组赛     | 0-0  | 巴格达拉希德 | 雅加达 |                  |
| 1990-04-22 | 1989-90亚俱杯决赛       | 2-1  | 横滨日产     | 横滨   |                  |
| 1990-04-29 | 1989-90亚俱杯决赛       | 1-1  | 横滨日产     | 沈阳   | 冠军             |
| 1990       | 1990-91亚俱杯资格赛     | 0-1  | 4.25体育团   | 平壤   |                  |
| 1990       | 1990-91亚俱杯资格赛     | 3-2  | 横滨日产     | 平壤   |                  |
| 1991       | 1990-91亚俱杯小组赛     | 1-1  | 赛拉莱纳赛尔 | 达卡   |                  |
| 1991       | 1990-91亚俱杯小组赛     | 1-0  | 佩里塔加亚   | 达卡   |                  |
| 1991-07-27 | 1990-91亚俱杯半决赛     | 3-0  | 4.25体育团   | 达卡   |                  |
| 1991-07-29 | 1990-91亚俱杯决赛       | 1-2  | 埃斯特格拉尔 | 达卡   | 亚军             |
| 1991-10    | 1991-92亚俱杯首轮资格赛 | 1-0  | 4.25体育团   | 沈阳   |                  |
| 1991-10    | 1991-92亚俱杯首轮资格赛 | 1-3  | 4.25体育团   | 平壤   | 两回合被淘汰     |
| 1992-12    | 1992-93亚俱杯首轮资格赛 | 3-3  | 读卖新闻     | 成都   |                  |
| 1992-12    | 1992-93亚俱杯首轮资格赛 | 1-1  | 读卖新闻     | 川崎   | 客场进球少被淘汰 |
| 1993-09-18 | 1993-94亚俱杯资格赛     | 9-0  | 凌雁         | 沈阳   |                  |
| 1993-09-25 | 1993-94亚俱杯资格赛     | 6-3  | 凌雁         | 澳门   |                  |
| 1994-02-01 | 1993-94亚俱杯小组赛     | 1-1  | 泰国农民银行 | 曼谷   |                  |
| 1994-02-03 | 1993-94亚俱杯小组赛     | 1-0  | 穆哈拉克     | 曼谷   |                  |
| 1994-02-05 | 1993-94亚俱杯半决赛     | 1-4  | 阿曼人       | 曼谷   |                  |
| 1994-02-07 | 1993-94亚俱杯季军战     | 1-4  | 川崎绿茵     | 曼谷   | 殿军             |
| 1994-10-01 | 1994-95亚俱杯资格赛     | 4-1  | 曼谷银行     | 沈阳   |                  |
| 1994-10-10 | 1994-95亚俱杯资格赛     | 0-1  | 曼谷银行     | 曼谷   |                  |
| 1994-11-19 | 1994-95亚俱杯小组赛     | 2-2  | 泰国农民银行 | 昌原   |                  |
| 1994-11-22 | 1994-95亚俱杯小组赛     | 1-3  | 天马一和     | 昌原   |                  |
| 1994-11-24 | 1994-95亚俱杯小组赛     | 0-0  | 川崎绿茵     | 昌原   | 小组未晋级       |

## 俱乐部荣誉
| 荣誉                         | 次数        | 年度                                                                  |             |             |             |
| 本 土 联 赛                  | 本 土 联 赛 | 本 土 联 赛                                                           | 本 土 联 赛 | 本 土 联 赛 | 本 土 联 赛 |
| ---------------------------- | ----------- | --------------------------------------------------------------------- | ----------- | ----------- | ----------- |
| 中国足球超级联赛季军         | 1           | 2011年                                                                |             |             |             |
| 全国甲级联赛冠军             | 7           | 1978年，1985年，1987年，1988年，1990年，1991年，1992年                |             |             |             |
| 全国青年足球联赛冠军         | 2           | 1973年，1981年                                                        |             |             |             |
| 全国足球分区赛冠军           | 1           | 1972年                                                                |             |             |             |
| 中国足球甲A联赛亚军          | 1           | 1999年                                                                |             |             |             |
| 中国足球甲B联赛亚军          | 1           | 1998年                                                                |             |             |             |
| 中国足球甲级联赛冠军         | 1           | 2009年                                                                |             |             |             |
| 本 土 杯 赛                  |             |                                                                       |             |             |             |
| 中国足协杯冠军               | 2           | 1984年，1986年                                                        |             |             |             |
| 中国足协杯亚军               | 2           | 1998年，2002年                                                        |             |             |             |
| 全运会冠军                   | 4           | 1975年，1993年，2001年，2013年（U18）                                 |             |             |             |
| 中国超霸杯冠军               | 1           | 1999年                                                                |             |             |             |
| 全国大区比赛冠军             | 1           | 1950年                                                                |             |             |             |
| 全国足球锦标赛冠军           | 1           | 1951年                                                                |             |             |             |
| 亚 洲 赛 事 (决赛比分及对手) |             |                                                                       |             |             |             |
| 亚洲俱乐部锦标赛冠军         | 1           | 1989年 3-2 对日本尼桑                                                 |             |             |             |
| 亚洲俱乐部锦标赛亚军         | 1           | 1990年 1-2 对伊朗埃斯特格拉尔                                         |             |             |             |
| 亚洲俱乐部锦标赛季军         | 1           | 1986年 2-2 对伊拉克塔拉巴，0-1 对沙特阿拉伯希拉尔，0-1 对日本古河电工 |             |             |             |
| 亚洲俱乐部锦标赛殿军         | 1           | 1995年 1-4 对日本川崎读卖                                             |             |             |             |

## 著名球星
- 年维泗
- 高丰文
- 戚务生
- 李华筠
- 傅玉斌
- 徐弢
- 唐尧东
- 马林
- 董礼强
- 孙贤禄
- 程强
- 傅博
- 孙伟
- 柳忠长
- 赵发庆
- 高升
- 王军
- 李毅
- 潘廷贵
- 李锡财
- 于明
- 李争
- 黄崇
- 徐晖
- 隋明云
- 徐涛
- 徐弘
- 王涛（小）
- 李明（大）
- 高旭
- 隋岩
- 黎兵
- 姜峰
- 宋黎辉
- 庄毅
- 李东波
- 徐冀宁
- 庞利
- 徐东岩
- 张玉宁
- 李金羽
- 李铁
- 曲圣卿
- 肇俊哲
- 法布雷斯·格朗日（法语：Fabrice Grange）
- 崔英一
- 哈吉
- 曲乐恒
- 王亮
- 曲东
- 罗彤亮
- 李尧
- 肖战波
- 白广海
- 朱锴
- 郑智
- 徐亮
- 王新欣
- 吕刚
- 张永海
- 刘建生
- 杨旭
- 于汉超
- 张鹭
- 张呈栋
- 瑞恩·格里菲斯
- 扎法尔·伊里斯梅托夫
- 埃杜
- 詹姆斯·查曼加
- 秦升